# آنا تممینن
آنّا تامّینِن (انگلیسی: Anna Tamminen؛ زادهٔ ۳۰ اکتبر ۱۹۹۴) بازیکن فوتبال اهل فنلاند است.
وی همچنین در تیم ملی فوتبال زنان فنلاند بازی کرده‌است.